# Арчилла, Эллиот
Эллиот Арчилла (англ. Elliot Archilla) — пуэрто-риканский биатлонист, участник зимних Олимпийских игр 1988 года.

## Биография
Родился в Далласе, окончил Lake Howell High School в 1964 году. В школьные годы увлекался биологией и был победителем школьной научной конференции 4 года подряд. В 1963 году стал свидетелем убийства Кеннеди. После окончания школы учился в университете Северного Техаса.

## Карьера биатлониста
На Олимпийских играх 1988 года в Калгари выступал за Пуэрто-Рико. В индивидуальной гонке он финишировал 68-м, а в спринте — 72-м. В обоих случаях это было последнее место.
Сразу после Олимпиады принял участие в двух гонках Кубка мира на этапе в итальянском Антхольце, где также занял последние места в гонках: в спринте, допустив 5 промахов, стал 85-м, в индивидуальной гонке с 15 промахами финишировал 83-м.

## Интересные факты
На момент спринтерской гонки в Калгари Эллиоту Арчилле был 41 год и 341 день. Он был старейшим из участников соревнований по биатлону 1988 года и до 2010 года являлся старейшим из всех биатлонистов и биатлонисток, которые принимали участие когда-либо в Олимпийских играх. На Олимпиаде в Ванкувере это достижение побил Афанасиос Цакирис, которому было 45 лет и 34 дня на момент его выступления в индивидуальной гонке.